# 熱線
熱線或摘機服務，是电信中一種點對點的通信鏈路，當用戶拿起電話，在沒有額外的動作下，可以自動地導向到預先決定的目的地，例如冷戰中連接白宫和克里姆林宫的美蘇熱線，因此「熱線」一詞引申為兩敵對國家或派系之間高層人物的唯一溝通管道。
真正的熱線只能連接到一個預先設定的目的地。不過，在一般情況和口語中，熱線通常代表一個撥某個電話號碼就連接到的呼叫中心(call center)，或某個電話號碼。尤其是24小時服務的非牟利電話號碼，例如警察的緊急求助電話或防自殺熱線，全日都有人隨時接聽，令其看似真正的熱線。
設立熱線，通常是為了在某些問題上提供即時協助。有些熱線和精神健康有關。就公眾而言，熱線可在壓力、虐待兒童、家庭暴力、自殘、心理健康等方面作不同形式的輔導。

## 熱線

### 國際政治
- 美俄熱線：前身為美蘇熱線，存在於華盛頓與莫斯科之間。
- 板門店熱線：又稱兩韓熱線，存在於平壤與首爾之間。
- 俄法热线：莫斯科与巴黎之间。
- 英法热线：伦敦与巴黎之间。
- 德法热线：柏林与巴黎之间。
- 德俄热线：柏林与莫斯科之间。
- 印巴熱線：新德里與伊斯蘭馬巴德之間。
- 美法热线：华盛顿与巴黎之间。
- 美日热线：華盛頓與東京之間，另還包括駐韓美軍[來源請求]。
- 中日热线：北京與東京之間。
- 中俄热线：北京与莫斯科之间。
- 兩岸熱線：北京與臺北之間的部會級熱線（国务院台湾事务办公室與大陸委員會），於2015年開通，2017年被北京切斷。
- 美中軍事熱線：華盛頓與北京於2008年設立的軍事部門間危機熱線。[2]
- 印中總理熱線：新德里與北京於2010年11月宣布開始運作的总理級熱線。[3]

### 各地政府
- 上海962121物业服务热线，2009年7月23日開通[4]
- 上海24小时心理热线962525，於2021年9月初開通。求助者可以咨詢情緒問題和情感問題[5]
- 1999專線：台灣各縣市政府營運的民眾服務專線，主要功能為解決民眾對於各種政策上的疑惑所推出之單一電話號碼撥號服務。

### 影視相關
- 《蝙蝠俠》電視影集中的蝙蝠電話

### 其他
- 我想活下去：由乌克兰国防部情报总局營運的電話熱線與Telegram頻道，旨在幫助不想參與俄羅斯入侵烏克蘭的俄羅斯軍人安全地向烏克蘭武裝部隊投降[6][7]。

## 參看
- 美國聯邦標準1037C

## 附註與參考資料
1. ↑  . 美國國家電信與資訊管理局. August 7, 1996  [2011-11-25]. （原始内容存档于2019-06-17） （英语）.
2. ↑  .   [2011-11-25]. （原始内容存档于2019-06-09）.
3. ↑  .   [2011-11-25]. （原始内容存档于2014-11-29）.
4. ↑  .   [2021-12-26]. （原始内容存档于2021-12-26）.
5. ↑  .   [2021-10-10]. （原始内容存档于2021-10-10）.
6. ↑   ["Voluntarily taken prisoner": how the "I want to live" project works for the Russian military]. Українське радіо. 11 October 2022  [21 October 2022]. （原始内容存档于2023-04-25）.
7. ↑   [The "I want to live" project helps Russian servicemen not to go to war]. Настоящее время. 13 October 2022  [21 October 2022]. （原始内容存档于2022-10-27）.